# Maximilian Baumann
Maximilian Baumann (* 18. November 1991) ist ein Schweizer Radio- und Fernsehmoderator, Fernsehproduzent und Gastronom.

## Leben
Maximilian Baumann wuchs in der Nähe von Zürich und in Vals auf. ER absolvierte nach seiner KV-Lehre die Ausbildung zum TV-Kameramann und arbeitete in der Folge unter anderem für SRF-Sendungen wie die Tagesschau, glanz&gloria und 10vor10. Er wechselte 2014 zu Radio 24, wo er von 2016 bis 2019 die Abendshow moderierte. Danach baute er seine Firma »Gastrophysik« auf, die unter anderem auch die Eventlocation »Eventspace«betreibt und immer wieder neue Pop-up-Projekte in speziellen Locations lanciert. 2021 kehrte er zu Radio 24 zurück, um jeweils donnerstags und freitags die Morgenshow »Ufsteller« zu moderieren. Von 2022 bis 2024 war er Host des Podcasts Parlez-vous PLÜ, seit 2022 ist er Gastgeber der Dating-Show »First Dates« auf »one+« und seit 2025 ist er als Mitinhaber der Firma »Tiefenentspannt« Pächter  der Gastronomie des Zürcher Strandbades Tiefenbrunnen. Baumann ist verheiratet und Vater zweier Töchter. Seine Eltern sind der ehemalige Fernsehmoderator und Werber und heutige Autor Frank Baumann und die Autorin und Verlegerin Gabriella Baumann-von Arx.